# Lars Bo Hansen
Pour les articles homonymes, voir Hansen.
Lars Bo Hansen est un joueur d'échecs danois né le 24 septembre 1968 à Nykøbing Falster.

## Biographie et carrière
Grand maître international depuis 1990, Lars Bo Hansen a remporté deux fois le championnat du Danemark (en 1995 et 2000).
Lars Bo Hansen a représenté le Danemark lors de six olympiades entre 1988 et 2008, remportant la médaille de bronze individuelle au deuxième échiquier lors de l'Olympiade d'échecs de 1990 avec huit points marqués en onze parties. Il fut le premier échiquier de l'équipe danoise lors des championnats d'Europe par équipes nationales de 1992 (4,5 points sur 8 marqués) et 2009 (4 points marqués en 8 parties).
Lars Bo Hansen remporta la Coupe Rilton 1993-1994 à Stockholm et le tournoi de Wijk aan Zee (groupe B) en février 1994 (ex æquo avec Friso Nijboer).
Dans la coupe Politiken organisée lors du festival d'échecs de Copenhague, il fut seul vainqueur en 1995 et premier ex æquo avec Boris Gulko et Jonny Hector en 2000.
Lors du tournoi d'échecs Sigeman & Co, il finit deuxième en 1993 (derrière Ferdinand Hellers) et troisième en 2008.
Ses meilleurs classements mondiaux furent 74e joueur mondial dans la liste publiée en janvier 1989 et 83e mondial dans la liste de juillet 1994.